# Amphipyra navicularis
Amphipyra navicularis là một loài bướm đêm trong họ Noctuidae.